# Stanisław Brenk
Stanisław Brenk (ur. 29 grudnia 1901 w Kowalewie, zm. 22 września 1967 w Kitchener) – polski wojskowy, major lotnictwa, pilot balonowy.

## Życiorys
Uczestniczył jako ochotnik w powstaniu wielkopolskim, służył jako kancelista w Dowództwie Głównym, następnie Dowództwie Frontu Wielkopolskiego. W 1920 ukończył kurs w Oficerskiej Szkole Aeronautycznej, następnie został skierowany do V Batalionu Aeronautycznego w Brześciu, a od 21 listopada 1920 służył w I Batalionie Aeronautycznym. 28 stycznia 1921 został mianowany podchorążym, 14 czerwca 1921 podporucznikiem. 9 marca 1924 otrzymał tytuł pilota balonowego. Po reorganizacji wojsk balonowych służył od 1924 w baonie balonowym w Toruniu, od 1929 w 1 Batalionie Balonowym tamże. 
Uprawiał sport balonowy, w 1926 zwyciężył (razem z Jerzym Kowalskim) w II Krajowych Zawodach Balonów Wolnych o Puchar im. płk. Aleksandra Wańkowicza, był jednym z organizatorów Klubu Balonowego w Toruniu, przekształconego następnie w Sekcję Balonową Aeroklubu Pomorskiego. W 1936 reprezentował Polskę w XXIV zawodach o Puchar Gordona Bennetta (w załodze z Antonim Januszem). Zajął wówczas 2. miejsce, a jego balon przymusowo lądował w okolicach Morza Białego. Swoją relację z tych zawodów opublikował w 1937 pt. Balonem „LOPP” nad Morze Białe. 19 marca 1937 został awansowany do stopnia kapitana. 
W wojnie obronnej 1939 walczył jako dowódca 2 kompanii balonów obserwacyjnych 1 Batalionu Balonowego, 18 września 1939 przedostał się na Węgry, gdzie został internowany, skąd udał się do Francji i następnie Wielkiej Brytanii. Tam służył jako adiutant w Stacji Zbornej, następnie na stanowisku administracyjnym w 306 Dywizjonie Myśliwskim. W tym czasie został awansowany do stopnia majora. Po zakończeniu II wojny światowej służył w Polskim Korpusie Przysposobienia i Rozmieszczenia. W 1947 wyemigrował do Kanady.

## Ordery i odznaczenia
- Srebrny Krzyż Zasługi (19 września 1936)[3][4]